# Saggaratum

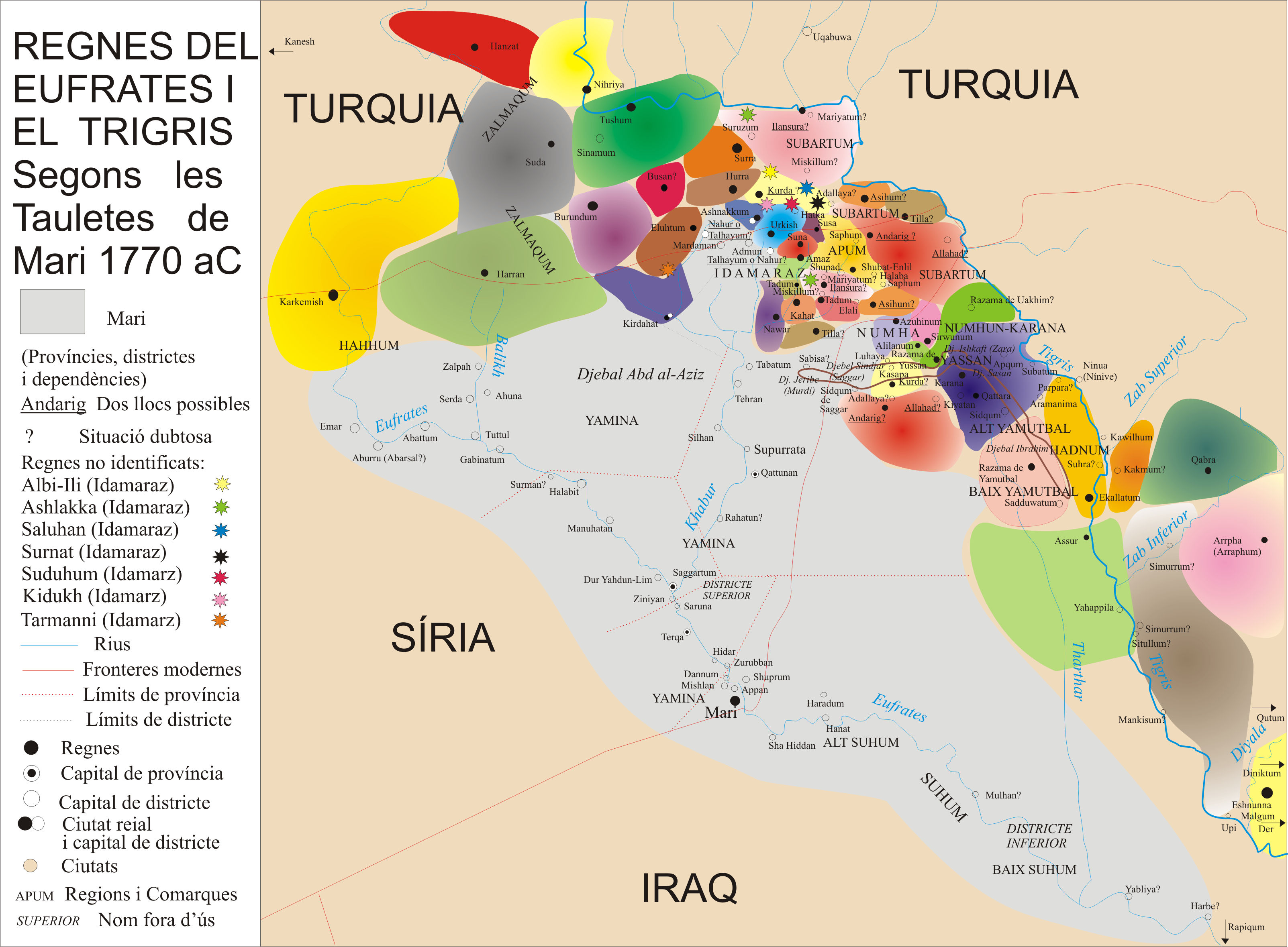
Mapa

Saggaratum fou una ciutat de Mesopotàmia a l'Eufrates mig, al riu Khabur, prop de la confluència amb l'Eufrates (a uns 20 o 30 km al nord). La seva situació exacta no està determinada però podria ser Tell Fedde'in, a 30 km de la confluència.
No se'n sap res abans del segon mil·lenni quan va ser capçalera d'una província del regne de Mari. Tenia un paper important en la defensa d'aquesta, ja que vigilava la confluència del Khabur i l'Eufrates i, per tant, la frontera nord. El governador de la província tenia al seu càrrec la fortalesa de Dur-Yahdun-Lim, situada a l'Eufrates a l'oest del districte; hi havia també diverses localitats menors com Zapat, Sahriya, Dabiš o Barhan (aquesta darrera era l'única de certa importància). Sota el rei Zimri-Lim governava la província Sumhu-rabi, que sembla que tenia una edat avançada i va morir cap al cinquè any del regnat un (vers 1772 aC), durant la revolta dels benjaminites. El va succeir Yaqqim-Addu que ja era el seu lloctinent. El governador tenia moltes funcions, des d'agrícoles, gestió dels recursos, manteniment d'edificis públics i militars.